# Memoriał Kamili Skolimowskiej 2025
16. Memoriał Kamili Skolimowskiej – mityng lekkoatletyczny, który odbył się w dniach 15–16 sierpnia 2025 roku na Stadionie Śląskim w Chorzowie. Zawody były dwunastą odsłoną znajdującej się w kalendarzu Diamentowej Ligi, cyklu najbardziej prestiżowych mityngów lekkoatletycznych, organizowanych pod egidą World Athletics w sezonie 2025.

## Program mityngu
Źródło: omegatiming.com.
15 sierpnia
Kobiety
| Godzina | Konkurencja    |
| ------- | -------------- |
| 15:30   | Skok o tyczce  |
| 15:40   | Skok wzwyż     |
| 15:50   | Pchnięcie kulą |

16 sierpnia
| Godzina | Konkurencja                |
| ------- | -------------------------- |
| 14:00   | Rzut młotem                |
| 14:05   | Pchnięcie kulą             |
| 14:25   | Sztafeta 4 × 400 m         |
| 15:01   | Skok wzwyż                 |
| 15:33   | Skok o tyczce              |
| 15:40   | Bieg na 110 m przez płotki |
| 16:53   | Rzut oszczepem             |
| 16:58   | Bieg na 100 m              |
| 17:18   | Bieg na 1500 m             |
| 17:42   | Bieg na 400 m przez płotki |

| Godzina | Konkurencja                |
| ------- | -------------------------- |
| 14:00   | Rzut młotem                |
| 15:12   | Skok w dal                 |
| 15:52   | Bieg na 800 m              |
| 16:04   | Bieg na 400 m              |
| 16:16   | Bieg na 3000 m             |
| 16:35   | Bieg na 100 m przez płotki |
| 16:44   | Bieg na 1500 m             |
| 17:08   | Bieg na 400 m przez płotki |
| 17:32   | Bieg na 200 m              |
| 17:53   | Bieg na 100 m              |

## Wyniki
| WR – rekord świata \| WL – najlepszy wynik na listach światowych w sezonie \| AR – rekord kontynentu \| NR – rekord kraju \| PB – rekord życiowy SB – najlepszy wynik w sezonie \| MR – rekord mityngu \| DLR – rekord Diamentowej Ligi |

### Mężczyźni
| Konkurencja                | 1. miejsce                                                             | Rezultat        | 2. miejsce                                                               | Rezultat   | 3. miejsce                                                                    | Rezultat  |
| Bieg na 100 m              | Kishane Thompson                                                       | 9,87 =MR        | Noah Lyles                                                               | 9,90 SB    | Kenneth Bednarek                                                              | 9,96      |
| Bieg na 1500 m             | Yared Nuguse                                                           | 3:33,19         | Timothy Cheruiyot                                                        | 3:33,35    | Narve Gilje Nordås                                                            | 3:33,41   |
| Bieg na 110 m przez płotki | Cordell Tinch                                                          | 13,03 =MR       | Grant Holloway                                                           | 13,15      | Eric Edwards                                                                  | 13,20 =SB |
| Bieg na 400 m przez płotki | Karsten Warholm                                                        | 46,28 DLR MR WL | Ezekiel Nathaniel                                                        | 47,31 NR   | Abderrahaman Samba                                                            | 47,34     |
| Sztafeta 4 × 400 m         | Węgry · Patrik Enyingi · Zoltán Wahl · Csanád Csahóczi · Attila Molnár | 3:01,46 DLR NR  | Hiszpania · David García · Julio Arenas · Markel Fernandez · Bernat Erta | 3:01,82 SB | Polska U20 Michał Kiernożycki Bartłomiej Adamczyk Igor Staszek Kacper Kędzior | 3:15,05   |
| Skok wzwyż                 | Hamish Kerr                                                            | 2,33 SB         | JuVaughn Harrison                                                        | 2,28 SB    | Ołeh Doroszczuk                                                               | 2,28      |
| Skok o tyczce              | Armand Duplantis                                                       | 6,10            | Emanuil Karalis                                                          | 6,00       | Kurtis Marschall Menno Vloon                                                  | 5,90      |
| Pchnięcie kulą             | Payton Otterdahl                                                       | 22,28           | Leonardo Fabbri                                                          | 22,10      | Joe Kovacs                                                                    | 21,82     |
| Rzut młotem                | Bence Halász                                                           | 81,77           | Ethan Katzberg                                                           | 79,30      | Merlin Hummel                                                                 | 79,16     |
| Rzut oszczepem             | Julius Yego                                                            | 83,60           | Keshorn Walcott                                                          | 82,54      | Andrian Mardare                                                               | 82,38 SB  |

### Kobiety
| Konkurencja                | 1. miejsce               | Rezultat             | 2. miejsce        | Rezultat   | 3. miejsce               | Rezultat   |
| Bieg na 100 m              | Melissa Jefferson-Wooden | 10,66 =MR            | Tia Clayton       | 10,82 PB   | Marie Josée Ta Lou-Smith | 10,87 SB   |
| Bieg na 200 m              | Shericka Jackson         | 22,17 SB             | Brittany Brown    | 22,21      | Favour Ofili             | 22,25      |
| Bieg na 400 m              | Marileidy Paulino        | 49,18                | Salwa Eid Naser   | 49,27      | Henriette Jæger          | 49,83      |
| Bieg na 800 m              | Keely Hodgkinson         | 1:54,74 MR WL        | Lilian Odira      | 1:56,52 PB | Oratile Nowe             | 1:56,76 NR |
| Bieg na 1500 m             | Gudaf Tsegay             | 3:50,62 MR SB        | Beatrice Chebet   | 3:54,73 PB | Georgia Hunter Bell      | 3:56,00    |
| Bieg na 3000 m             | Faith Kipyegon           | 8:07,04 AR DLR MR WL | Likina Amebaw     | 8:34,53    | Aleshign Baweke          | 8:35,51    |
| Bieg na 100 m przez płotki | Masai Russell            | 12,19 DLR MR         | Tonea Marshall    | 12,24 PB   | Tobi Amusan              | 12,25      |
| Bieg na 400 m przez płotki | Femke Bol                | 51,91 MR WL          | Emma Zapletalová  | 53,58 NR   | Jasmine Jones            | 53,64      |
| Skok wzwyż                 | Jarosława Mahuczich      | 2,00 MR              | Nicola Olyslagers | 1,97       | Imke Onnen               | 1,91       |
| Skok o tyczce              | Marie-Julie Bonnin       | 4,70 MR              | Hanga Klekner     | 4,60 =NR   | Brynn King               | 4,60       |
| Skok w dal                 | Jasmine Moore            | 6,85 MR SB           | Hilary Kpatcha    | 6,83       | Claire Bryant            | 6,83       |
| Pchnięcie kulą             | Jessica Schilder         | 19,66                | Yemisi Ogunleye   | 19,50      | Maggie Ewen              | 19,49      |
| Rzut młotem                | Camryn Rogers            | 75,39                | Krista Tervo      | 72,74      | Silja Kosonen            | 72,40      |

## Rekordy
Podczas mityngu ustanowiono 8 krajowych rekordów w kategorii seniorów:
| Zawodnik                                                 | Reprezentacja | Konkurencja                | Rezultat |
| -------------------------------------------------------- | ------------- | -------------------------- | -------- |
| Patrik Enyingi Zoltán Wahl Csanád Csahóczi Attila Molnár | Węgry         | sztafeta 4 x 400 m         | 3:01,46  |
| Ezekiel Nathaniel                                        | Nigeria       | bieg na 400 m przez płotki | 47,31    |
| Hanga Klekner                                            | Węgry         | skok o tyczce              | 4,60     |
| Nadine Visser                                            | Holandia      | bieg na 100 m przez płotki | 12,28    |
| Oratile Nowe                                             | Botswana      | bieg na 800 m              | 1:56,76  |
| Claudia Hollingsworth                                    | Australia     | bieg na 800 m              | 1:57,67  |
| Faith Kipyegon                                           | Kenia         | bieg na 3000 m             | 8:07,04  |
| Emma Zapletalová                                         | Słowacja      | bieg na 400 m przez płotki | 53,58    |